# Euderces linsleyi
Euderces linsleyi är en skalbaggsart som beskrevs av Giesbert och Chemsak 1997. Euderces linsleyi ingår i släktet Euderces och familjen långhorningar.
Artens utbredningsområde är:
- Costa Rica.
- Panama.

Inga underarter finns listade i Catalogue of Life.